# Aurelio Brandolini
Pour les articles homonymes, voir Brandolini.
Aurelio Brandolini, dit Il Lippo, est un poète, orateur et humaniste italien. Né vers 1440 à Florence, il est décédé à Rome en 1497.

## Biographie
Aveugle dès l'enfance, il devient malgré ce handicap, un des savants les plus réputés de son temps. Mathias Corvin l'appelle en Hongrie à la chaire d'éloquence de l'Universitas Istropolitana. Vers la fin de sa vie, devenu moine de l'ordre de Saint-Augustin, il obtient un important succès en se faisant prédicateur.

## Œuvres
En outre de poésies latines, on lui doit :
- De l'art d'écrire (publié en 1535, en latin)
- Christiana paradoxa d'Aurelio Brandolino
- De humanae vitae conditione et toleranda corporis aegritudine